# Língua katuenayna
A língua katuenayna, katuena, katwena, tunayana ou tunaiana é um idioma pertencente a família Karib. Atualmente é falada pelo povo katuenayna na Terra Indígena Trombetas-Mapuera, localizada entre o Pará, o Amazonas e Roraima, bem como na Guiana e no Suriname. Devido à pouca quantidade de falantes e a idade avançada de muitos deles, é considerado um idioma em perigo crítico de extinção.

## Escrita
Apesar do idioma não ter uma escrita própria, semelhanças fonológicas entre o katwena e o waiwai permitem o uso da mesma ortografia por ambas línguas, pelo que as duas compartilhariam o uso de uma variação do alfabeto latino, com 5 vogais (a, e, i, o, u), uma vogal com diacrítico (î) e 14 consoantes: t, s, x, c, n, ñ, r, r̂, y, k, m, p, w e h.

## Classificação
O katwena pertence à família de línguas caribes. Apresenta inteligibilidade mútua com o waiwai, com alguns autores (como a linguista Catherine Howard) considerando inclusive que se trataria de um dialeto deste. Sobre a distinção entre katwena e tunayana alguns estudos linguísticos apontam que se trataria do mesmo idioma, enquanto informantes de outros apontam que no início, pelo menos, não teria sido assim, e que existiriam termos exclusivamente katwenas e outros tunayana. Outra distinção é a que aponta o katwena como nome coletivo e o tunayana como apelativo de origem, ou vice-versa, a depender de qual comunidade se questiona.
O idioma é falada hoje por membros mais idosos de comunidades katwena-tunayana localizadas na Terra Indígena Trombetas-Mapuera, em aldeias nas proximidades dos rios Trombetas, Cachorro e Turuni ou do rio Mapuera. Ambos grupos tiveram um histórico de migração para países vizinhos, Suriname e Guiana, respectivamente. Durante o tempo que estiveram lá terminaram adotando idiomas de povos com os quais conviveram, o tirió, no caso daqueles que foram pro Suriname, e o waiwai, entre aqueles que se estabeleceram na Guiana. Devido à isso, entre os adultos, jovens e crianças predominam esses idiomas, com o katwena sendo ainda falado por aqueles que cresceram antes das migrações, já eram adultos no final dos anos 60 e hoje são idosos, além de alguns núcleos familiares. Considerando que as estimativas apontam haver por volta de 450 katwenas e as condições citadas anteriormente, o número de falantes do idioma seria ainda menor. Hoje também ocorre alfabetização em português e migração dos jovens para as cidades da região, como Santarém e Oriximiná.

## Fonologia
É um idioma caracterizado pela presença importante de ideofones, palavras cuja sonoridade atua como ícone de representação do conceito ao qual se referem.
Apresenta 27 fonemas, sendo 19 consoantes, 9 vogais e um ditongo fonêmico (aî /aɨ/).

### Vogais
|         | Anterior            | Central | Posterior           |
| Fechada | i /i/; /i:/ (longa) | î /ɨ /  | u /u/; /u:/ (longa) |
| Aberta  | e /e/; /e:/ (longa) | a /a/   | o /o/               |

### Consoantes
|           | Bilabial | Alveolar | Palatal | Velar | Glotal |
| Plosiva   |          | t /t/    | c /tʃ/  | k /k/ | /ʔ/    |
| Implosiva | /ɓ/      | /ɗ/      | /ʄ/     |       |        |
| Fricativa | p /ɸ/    | s /s/    | x /ʃ/   | h /h/ |        |
| Nasal     | m /m/    | n /n/    | ñ /ɲ/   | /ŋ/   |        |
| Vibrante  |          | r /ɾ/    | r̂ /ɾʲ/  |       |        |
| Semivogal | w /w/    |          | y /j/   |       |        |